# August Werligh
Frederik Christian August Werligh, född 1795 i Slagelse i Danmark, död 5 maj 1841 i Kristiansand i Norge, var en dansk skådespelare och teaterdirektör. 
Han blev utbildad vid Det Kongelige Teater, fick teatertillstånd 1828 och var 1829-1832 kompanjon med Jens Peter Müller, och turnerade sedan mitt sitt eget teatersällskap. Han var på sin tid känd som den enda danska landsortsskådespelaren med formell skådespelarutbildning, och hans sällskap var det enda som under hans samtid ansågs ha gott rykte under en tid då dansk teater var något nytt utanför huvudstaden. 
Gift med Luise Adeline Werligh.